# Paulino Bernabe I
Pour les articles homonymes, voir Paulino.
Paulino Bernabe I (2 juillet 1932, Madrid, Espagne - 10 mai 2007, Madrid, Espagne)  était un luthier espagnol. 

## Biographie
Né à Madrid, Paulino Bernabe reçoit une formation musicale chez Daniel Fortea, un élève de Francisco Tárrega. Ensuite il apprend l'art de la construction des guitares chez José Ramírez III (en), fonde son propre atelier en 1969 et après développe un système spécial de lattes et fait un choix individuel du bois. Depuis le début des années 1980 jusqu’à peu avant sa mort en 2007 le maître travaille avec son fils Paulino (en), qui reprend l'atelier de son père.

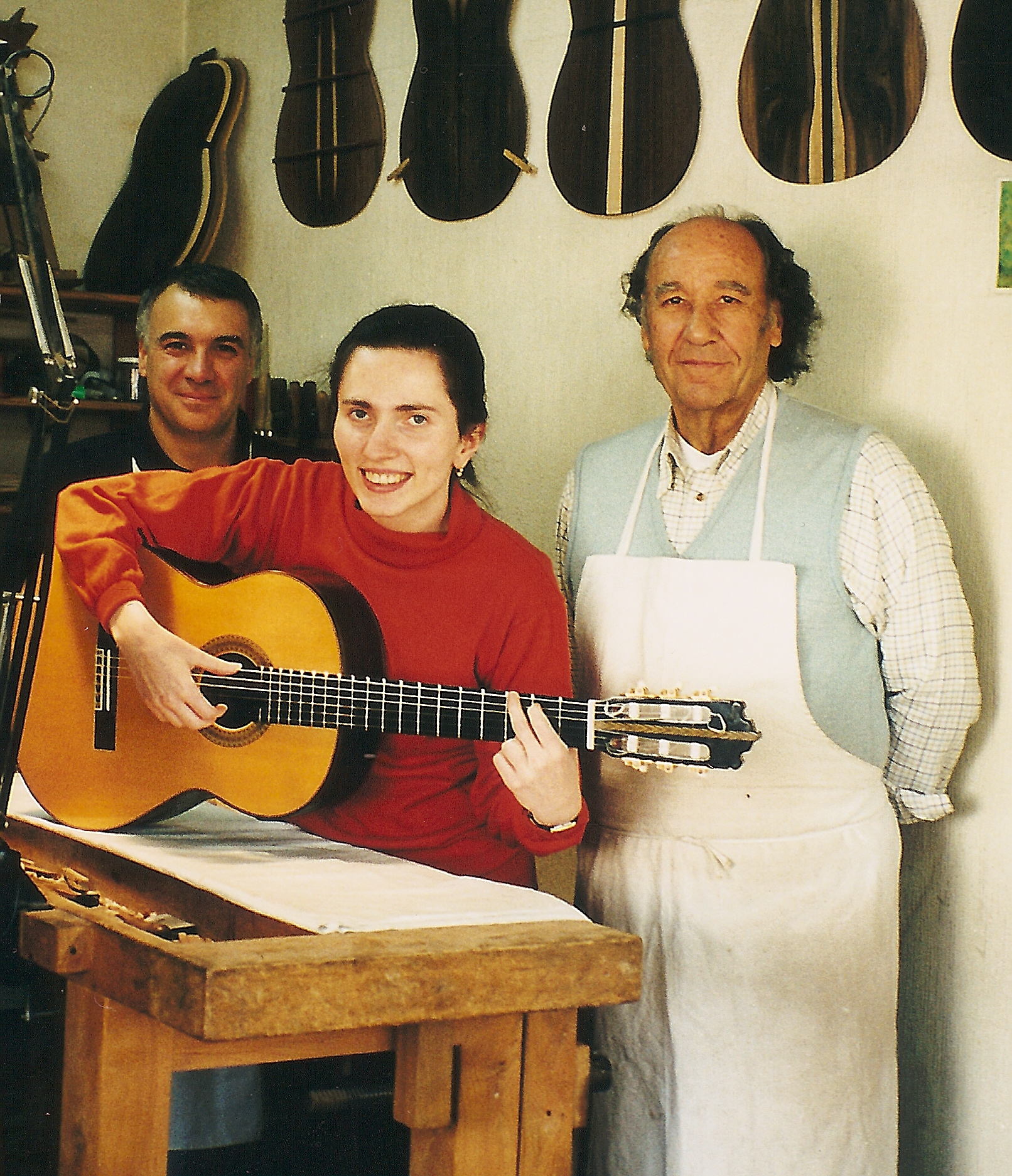
La guitariste autrichienne Johanna Beisteiner dans l’atelier de paulino Bernabe I et II. Madrid (Espagne), octobre 2000

Les instruments de Paulino Bernabe étaient et sont joués par des guitaristes fameux, en outre, par Narciso Yepes, Johanna Beisteiner et Alexandre Lagoya.

## Récompenses et distinctions
En 1974 on confère à Bernabe la médaille d'or à l'International Crafts Exhibition à Munich, Allemagne.

## Exemples
- Vidéos de la guitariste autrichienne Johanna Beisteiner joués avec une guitare de Paulino Bernabe.

## Liens
- Biographie de Paulino Bernabe I sur son site web
- Article sur Paulino Bernabe I sur le site web du guitariste allemand Thomas Karstens
- Biographie de Paulino Bernabe I sur le site web de la guitariste autrichienne Johanna Beisteiner.
- Vidéo avec fotos de Paulino Bernabe I (2009).